# Bjahoml
Bjahoml (belarusiska: Бягомль), även Begoml (ryska: Бегомль) är en köping i Belarus. Den ligger i voblasten Vitsebsks voblast, i den norra delen av landet, 100 km norr om huvudstaden Mіnsk. Bjahoml ligger 181 meter över havet och antalet invånare är 2 630.

## Natur och klimat
Terrängen runt Bjahoml är platt. Runt Bjahoml är det ganska glesbefolkat, med 50 invånare per kvadratkilometer.. Det finns inga andra samhällen i närheten.
I omgivningarna runt Bjahoml växer i huvudsak blandskog.  Trakten ingår i den hemiboreala klimatzonen. Årsmedeltemperaturen i trakten är 4 °C. Den varmaste månaden är juli, då medeltemperaturen är 18 °C, och den kallaste är januari, med −12 °C.